# Bible de Lambeth
La Bible de Lambeth est un manuscrit enluminé de la Bible exécuté vers 1150-1170 à Canterbury. Il est conservé partiellement, le premier tome complet au Lambeth Palace à Londres (Ms.3) et le second tome incomplet au Maidstone Museum & Art Gallery (en) dans le Kent (Ms.P.5)

## Historique
Une majorité des historiens de l'art s'accordent à situer à l'abbaye Saint-Augustin de Canterbury le scriptorium où le manuscrit a été copié vers 1150 et 1170. Mais cette hypothèse a été discutée plusieurs autres historiens. Plusieurs artistes se sont succédé à la décoration du manuscrit, mais le plus important d'entre eux, auteur de la majorité des miniatures du premier tome, est appelé le Maître du Lambeth. Cet artiste a exécuté par ailleurs un autre manuscrit, un évangéliaire destiné à l'abbaye de Liessies dans l'actuel nord de la France et dont il ne subsiste que deux miniatures.
Au XVIe siècle, après la Dissolution des monastères, le manuscrit est sans doute vendu. Le manuscrit de Maidstone appartient alors à une certaine famille Colyer de Lenham, près de Maidstone. Cette famille est apparentée à la famille Hales, qui a bénéficié de biens à la suite de la suppression des couvents de Canterbury. Le volume de Lambeth appartient sans doute aux collections de la bibliothèque de l'archevêque de Canterbury lors de sa création par Richard Bancroft en 1610. Le second volume, appartenant à la paroisse de Maidstone et actuellement conservé au musée local, n'a été identifié formellement qu'en 1924. 

## Description
Le premier tome contient 6 miniatures et pleine page ou sur portion de page, ainsi que 24 lettrines historiées. Il contient les textes de la Genèse au livre de Job. Le second volume a été dépouillé de toutes ses miniatures et ne contient plus que 7 lettrines historiées. Les manuscrits contiennent par ailleurs de nombreuses lettrines ornées. La bible appartient au groupe des grandes bibles monumentales fréquemment exécutée en Angleterre et en France à la période romane.

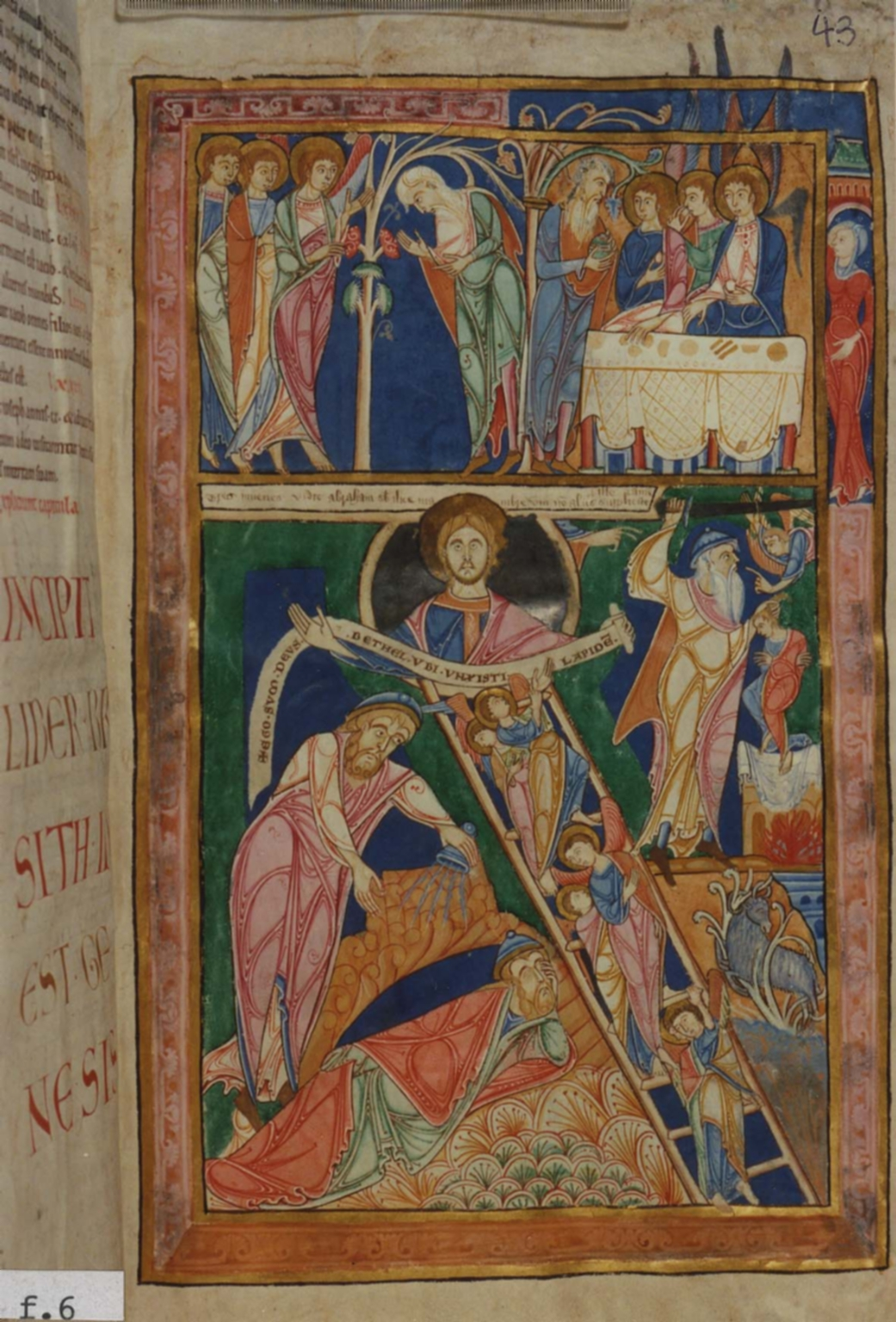
Frontispice de la Genèse, f.6
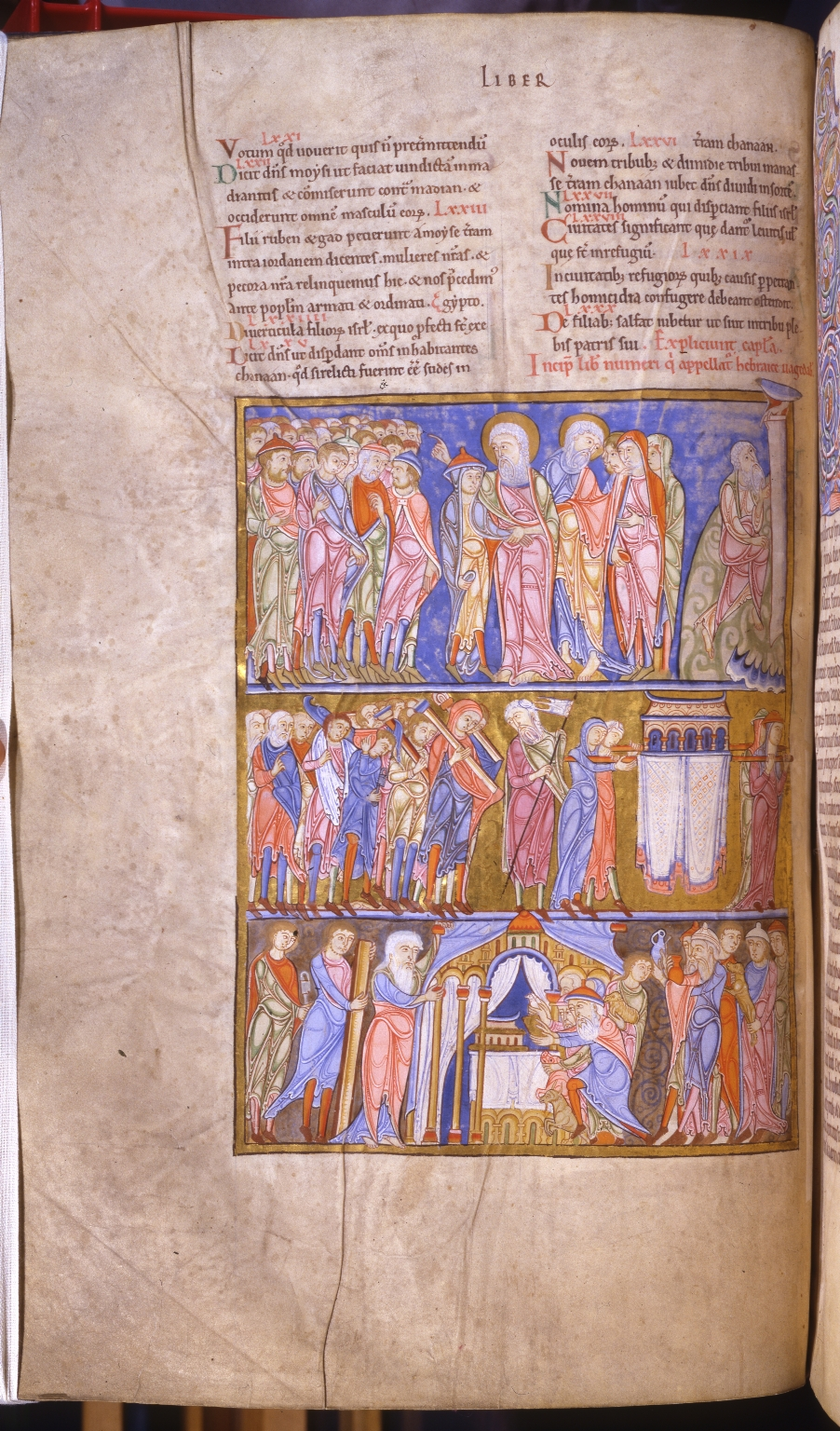
Moïse et les tables de la loi, f.66v
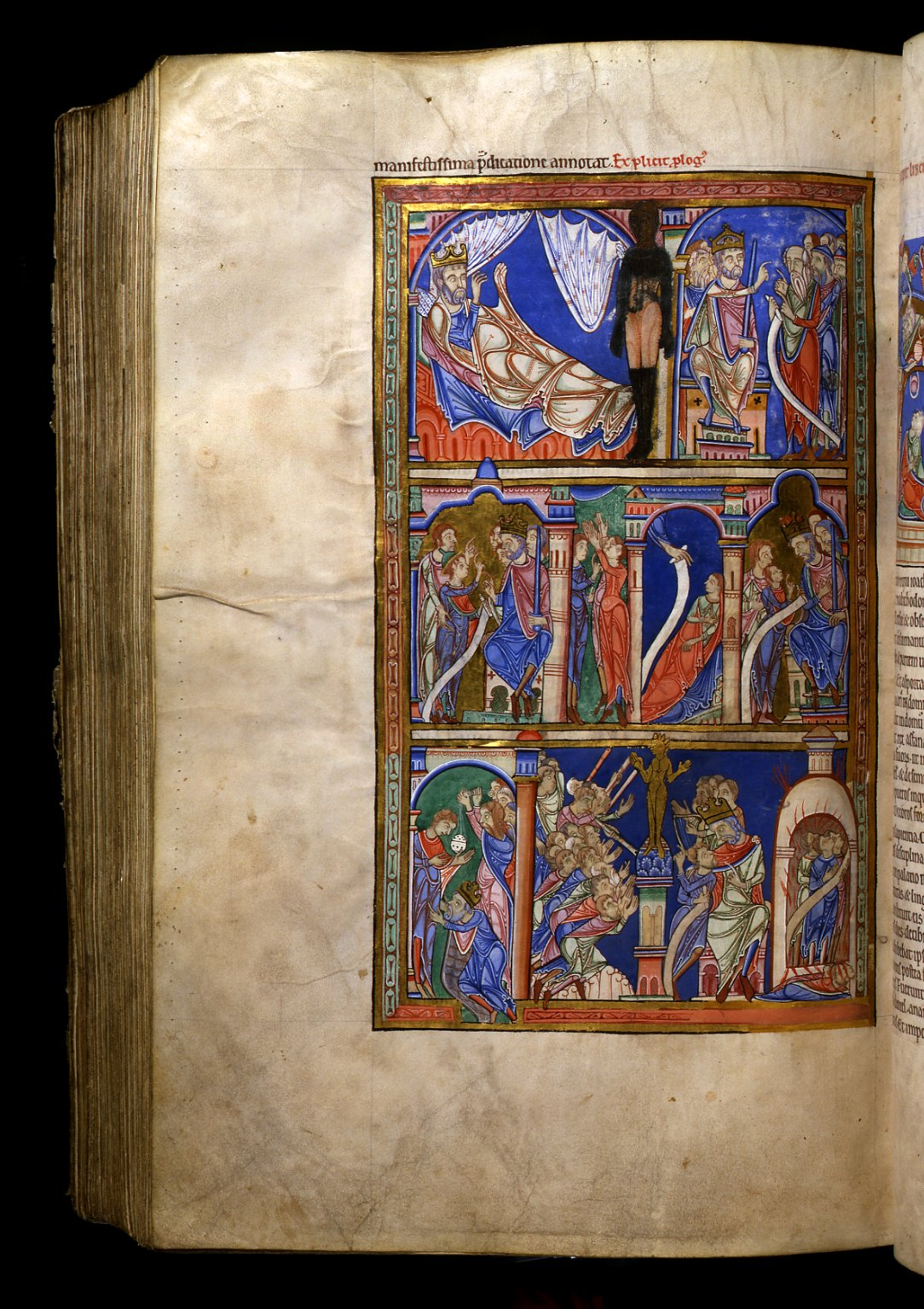
Histoire de Daniel, f.285v
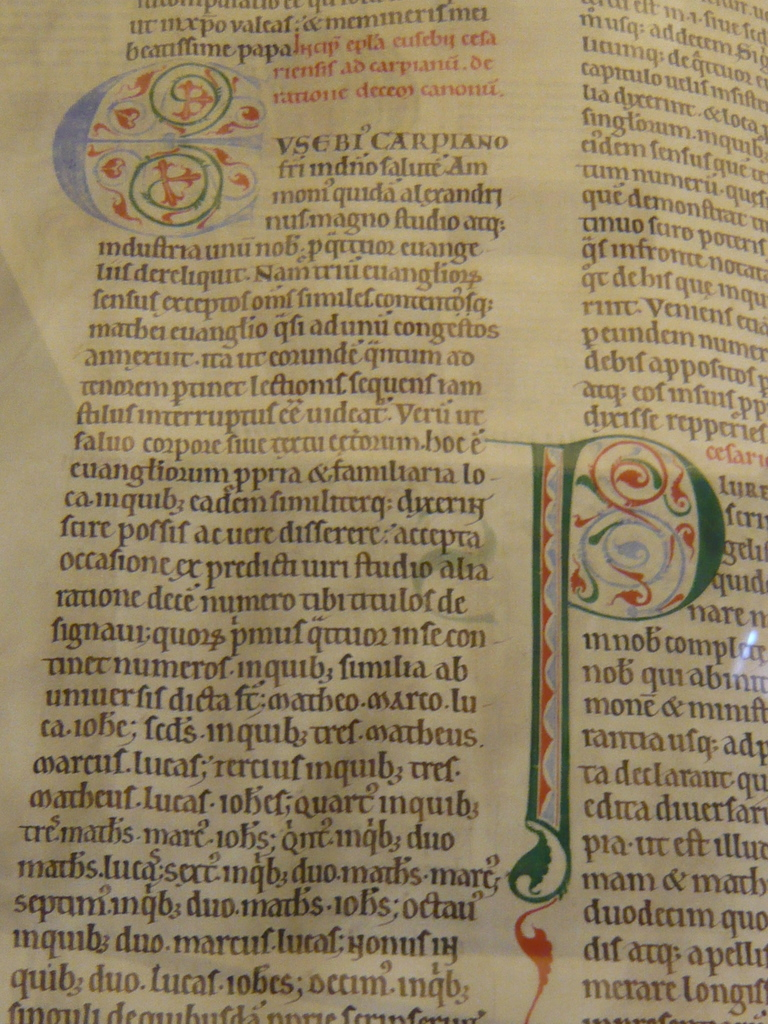
Folio du manuscrit de Maidstone.